# Вбивство Іцхака Рабина

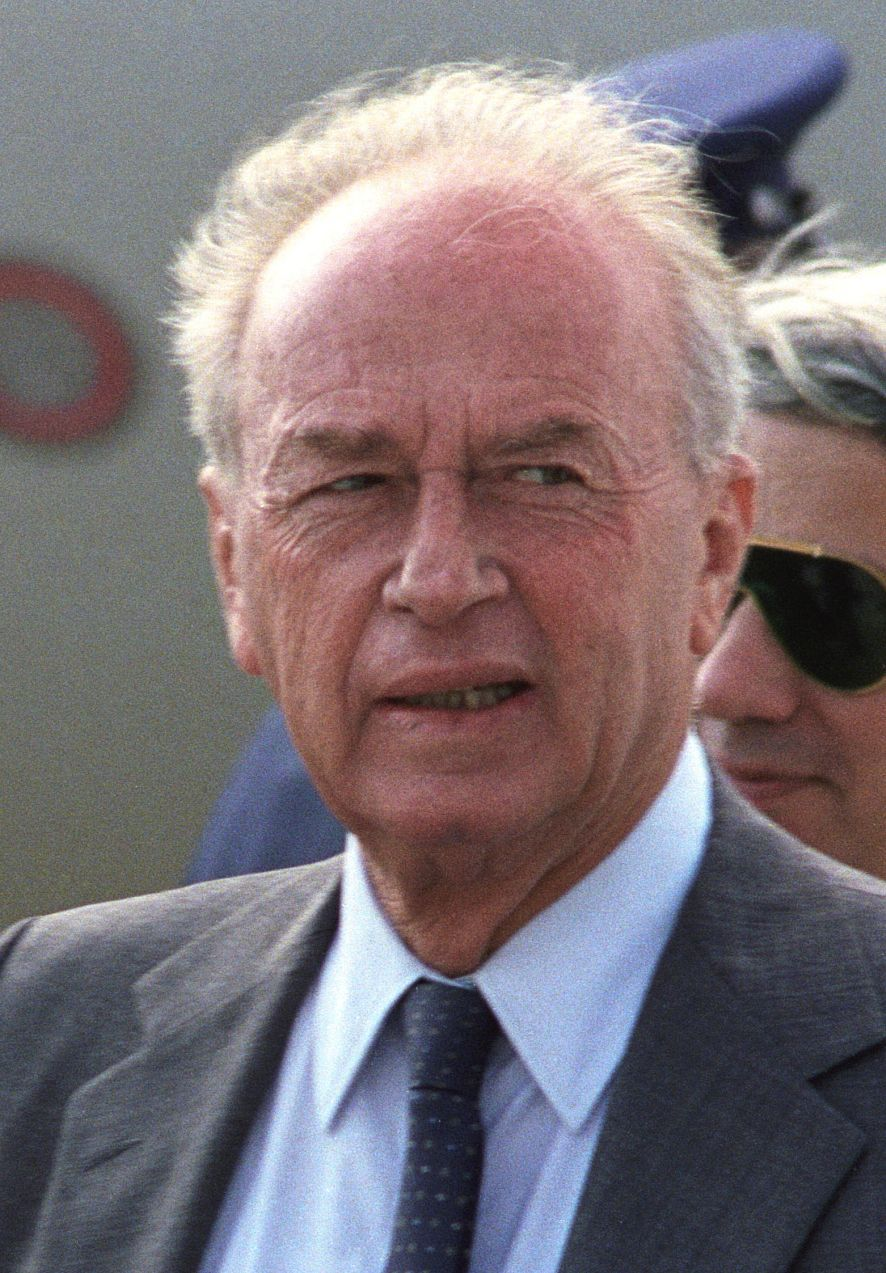
Іцхак Рабин в 1986 році

Вбивство ізраїльського політичного та військового діяча Іцхака Рабина здійснене екстремістом Ігалем Аміром 4 листопада 1995 року на площі Царів Ізраїлю в Тель-Авіві.

## Вбивство
У суботу 4 листопада 1995 року 73-річний Іцхак Рабин виступив на багатотисячному мітингу на підтримку мирного процесу на площі Царів Ізраїлю (зараз — площа Рабина) в Тель-Авіві. В момент, як І.Рабин підходив до своєї машини, в нього тричі вистрелив ультраправий релігійний і політичний екстреміст Ігаль Амір. За 40 хвилин Іцхак Рабин помер від ран в лікарні «Іхілов».
27 березня 1996 року суд засудив Ігаля Аміра до довічного тюремного ув'язнення з перебуванням в одинарній камері. Вбивця мотивував свої дії тим, що «захищав народ Ізраїлю від угод в Осло».

## Остання промова
Уривок з останньої промови Іцхака Рабина під час демонстрації на підтримку мирного процесу на Площі Царів Ізраїлю в Тель-Авіві 4 листопада 1995 року.
|  | Мені хочеться подякувати кожному з вас, хто прийшов сюди, щоб сказати НІ насильству і ТАК миру. Я прослужив в армії двадцять сім років. Я воював до тих пір, поки не блиснула перша надія на мир. Сьогодні я вірю, що є шанс, і досить реальний. Я завжди вірив, що більшість народу прагне до мирного життя, і сам готовий пожертвувати багато чим заради цього. Але перш за все - сам ізраїльський народ довів, що мир можливий. Потрібно багато молитися, щоб настав мир, проте одних молитов мало. Мир настане, коли він стане справжнім і єдиним прагненням нашого народу. Мирний процес пов'язаний з труднощами, іноді з дуже великим болем. Безболісних шляхів у нашого народу не залишилося, однак мирний шлях краще стежки війни |

Вбивство Рабина справило значний резонанс як в Ізраїлі, так і у світі. На його похорон прилетіли глави низки держав, включаючи президента США Білла Клінтона, президента Єгипту Хосні Мубарака і короля Йорданії Хусейна.
І.Рабин був похований на горі Герцля в Єрусалимі.

## Інші версії
Вбивство І.Рабина породило різноманітні чутки й розмови. Ігаль Амір був членом підпільної ультраправої екстремістської організації «Ейаль» (Леви Юдеї), що породило припущення про існування змови.

### Змова
Різні джерела як в Ізраїлі, так і за кордоном, вказували на невідповідність в офіційній версії вбивства і висловлювали здивування з приводу того, що Шабак (Служба Безпеки) не змогла запобігти тому, що трапилося. Від так, це породило численні чутки про можливу причетність до вбивства осіб з вищого ешелону політики і служби безпеки.
Шабак офіційно озвучила версію про вбивцю-одиночку, чиї дії неможливо було передбачити, проте ця версія викликала численні нарікання.
Особливу увагу викликав той факт, що найближчим другом вбивці був агент «Шабак» Авішай Равів (Avishai Raviv), який знав, судячи зі свідчень свідків, про плани Аміра, але так і не був відданий суду, попри численні вимоги громадських і політичних кіл.
В результаті цього з'явилися численні версії змови з метою вбивства. На підтвердження були опубліковані статті і видані книги з викладом версій, відмінних від офіційної.

### Невдала імітація вбивства
Одну з версій розвиває Барі Хаміш (Barry Chamish) у своїй книзі «Хто дійсно вбив Рабина». Зокрема, ним було висунуто версію, що Амір був агентом ізраїльських спецслужб, які намагалися допомогти Рабину на виборах, що наближаються, і вирішили використовувати замах як фактор, що впливає на їх результати. Амір отримав від спецслужб «несправжні» кулі, але замінив їх справжніми. З цієї причини йому дали наблизитися до І.Рабина на мінімальну відстань. Амір цим скористався, і вбивство відбулося.

### Підозрюваний Шимон Перес
За іншою версією, замах на І.Рабина спланував Шимон Перес, друга людиною в «Аводі». Ця версія звинувачує самі спецслужби в тому, що вони самовільно підмінили холості патрони Аміра на справжні, попри  початковий план Ш.Переса.
Чутки про холості патрони, засновані на тому, що хтось із натовпу намагався заспокоїти всіх криком про те, що патрони несправжні.
Проте, призначена урядом комісія під керівництвом Меїра Шамгара, колишнього Голови Верховного Суду Ізраїлю, не знайшла підстав для підтвердження цих версій.

## Реакція в суспільстві
Після вбивства Іцхак Рабин став національним символом для ізраїльського лівого табору. На хвилі загального обурення була забута низька популярність його політики: опитування показали, що якби вибори відбувалися відразу після вбивства, наступник Рабина Шимон Перес отримав би 60 % голосів, а лідер опозиції Біньямін Нетаньяху — 28 %, співвідношення в Ізраїлі небачене за останні 30 років.
Загальна солідарність в засудженні вбивства була затьмарена двома факторами. З одного боку, впливові ліві кола в ЗМІ покладали моральну відповідальність за цей злочин на весь національний табір, і в першу чергу — релігійних сіоністів (оскільки Ігаль Амір ідеологічно належав до цього табору). Наслідком стала хвиля нападок на табір політичних супротивників І.Рабина, яка викликала пізніше реакцію і підсилила розкол в ізраїльському суспільстві.

## Вшанування пам'ять Іцхака Рабина

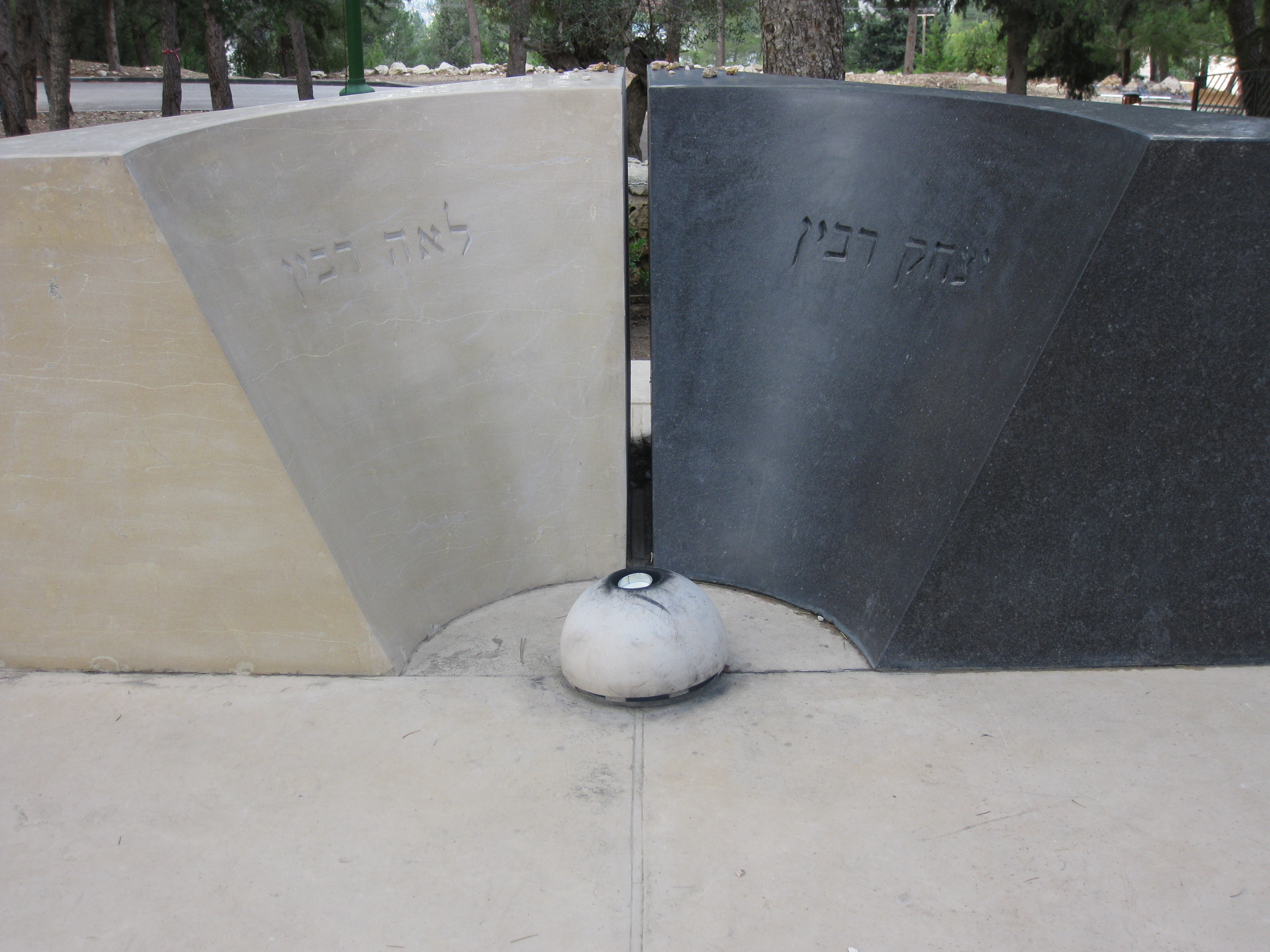
Могила Іцхака Рабина і його дружини Леї Рабін на горі Герцля в Єрусалимі

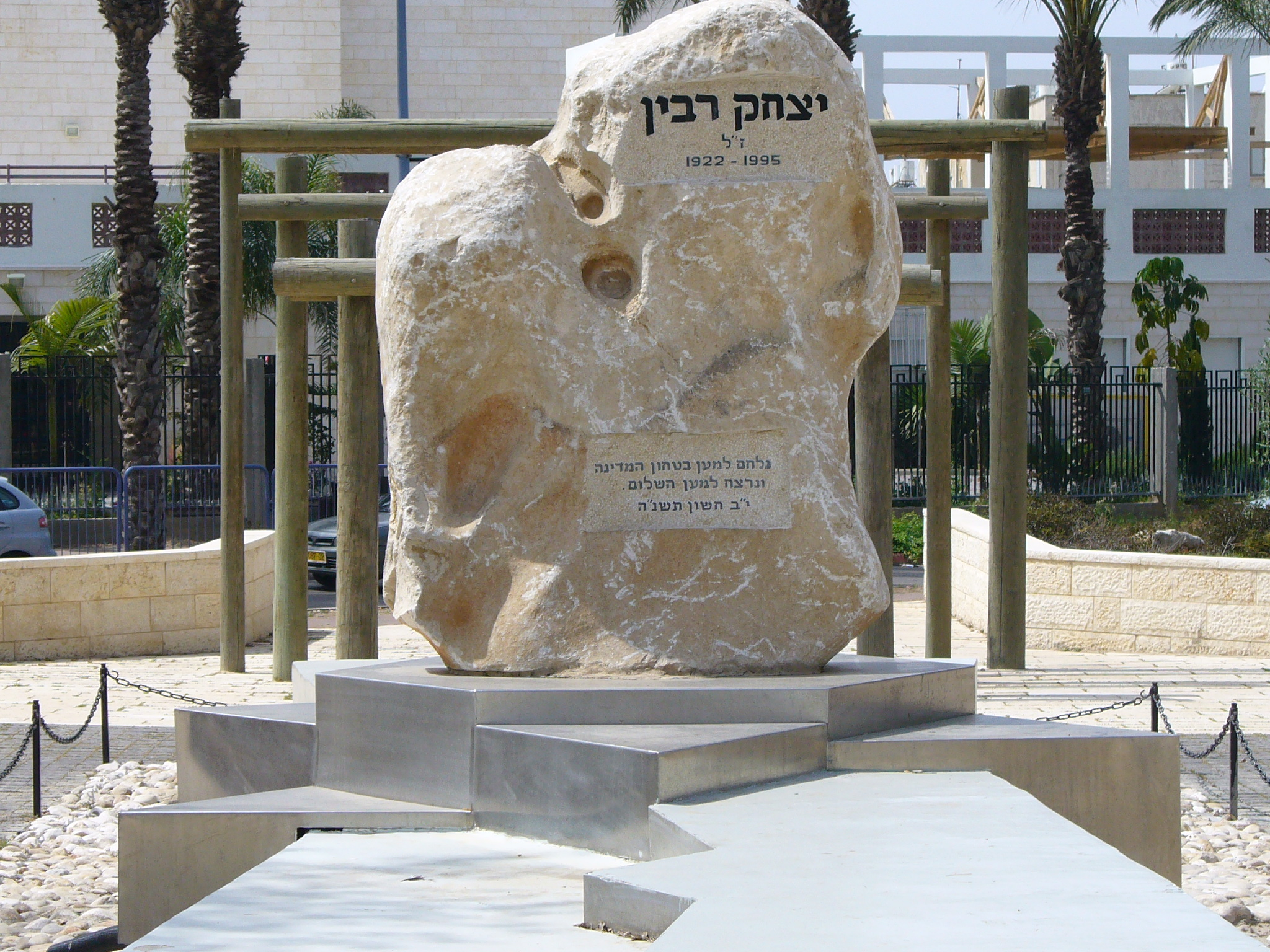
Меморіал Рабіну в Акко, «Врата Миру»

Законом про День Пам'яті, прийнятого в 1997 році встановлено, що 12-й день місяця Хешван за єврейським календарем стане офіційним днем пам'яті Іцхака Рабина
Станом на грудень 2007 року ім'я Іцхака Рабина були присвоєні:
- 1 населений пункт (Цур-Іцхак, який зводиться в цей час поряд з селищем Цур-Ігаль);
- 26 проспектів, вулиць, доріг і мостів, 1 площа в Тель-Авіві; 14 районів, 13 мікрорайонів (з них 4 в Тель-Авіві); 12 садів, бульварів і дерев, посаджених на честь покійного прем'єра; 11 площ; 10 будівель та комплексів, у тому числі театр;
- 28 шкіл ; 8 навчальних містечок; 3 факультети (в Хайфі і Єрусалимі);
- 7 парків; 3 громадських центри; 1 торговий комплекс (в Кирьят-Оно);
- 2 урядових містечка (в Хайфі й Нацереті);
- 2 синагоги; 2 спортивних комплекси;
- 1 лікарня; 2 відділення травматології;
- 1 військова база;
- 1 електростанція; КПП в Ейлаті на кордоні з Йорданією.

Крім усього цього, в Тель-Авіві побудований величезний Центр вивчення спадщини Іцхака Рабина.
7 листопада 2009 року на центральній площі Тель-Авіва відбувся 20-тисячний мітинг з нагоди 14-ї річниці вбивства Іцхака Рабина. Головною подією, стало відеозвернення президента США Барака Обами, в ході якого він висловив надію, що між ізраїльтянами й палестинцями незабаром буде досягнуто миру і віддав належне мужності Іцхака Рабина.